# スマイルカナ
スマイルカナとは、
1. 日本の2017年産のサラブレッド競走馬。本項にて記述。
2. 2021年産のばんえい競馬の競走馬、父インフィニティー、母スマイルセンショーの血統の牝馬。2024年の黒ユリ賞、ばんえい菊花賞、ばんえいオークスに優勝している[1]。

スマイルカナ（欧字名:Smile Kana、2017年3月22日 - ）は、日本の競走馬。2020年のフェアリーステークス（GIII）、ターコイズステークス（GIII）を制した。
馬名の由来は「笑顔＋人名」。この人名「カナ」は、長男（岡田紘和、サラブレッドクラブ・ラフィアン代表）の幼くして亡くなった娘のことで、生前の繁幸は「笑顔がすてきな子だった。だからスマイルカナ、と（名付けた）」と語っている。

## 経歴

### 出生前
母エーシンクールディは2009年から2012年にかけて中央競馬、笠松競馬に所属し、笠松グランプリ（SPI）2連覇をはじめ地方重賞を8勝するなど活躍、GRANDAME-JAPAN古馬シーズンでも2011年と2012年の2度優勝している。引退後、北海道浦河町の栄進牧場にて繁殖牝馬として、2017年までに3頭生産。北海道新ひだか町の木田牧場に移動する。（なお2018年は栄進牧場産、2019年は木田牧場産である。）

### 幼駒時代
2017年3月22日に、北海道新ひだか町の木田牧場にて誕生。2018年のセレクトセール1歳市場に上場され、6048万円でビッグレッドファームが落札した。

### 競走馬時代
2019年7月27日、鞍上柴田大知で出走した新潟競馬場の新馬戦でデビューして初勝利。2戦目、11月17日東京競馬場の赤松賞では7着に終わるも、12月14日中山競馬場のひいらぎ賞で2勝目を挙げた。
3歳初戦、2020年1月13日のフェアリーステークスでは好スタートから逃げの手を打つと、そのまま後続に2馬身半差を付けて重賞初制覇を飾った。柴田の騎乗停止により丹内祐次に乗り替わって出走した3月7日阪神競馬場のチューリップ賞は控える競馬で7着に敗れる。再び鞍上柴田で出走した4月12日の桜花賞では内枠を活かしてハナを主張し、直線半ばまで先頭に立つ走りを見せ3着に粘り込んだ。続く5月24日の優駿牝馬は逃げて直線失速し16着に大敗するも、初の古馬混合戦となった6月21日の米子ステークスでは3コーナーで先頭に立ち後続を振り切って優勝、4勝目を挙げた。
9月13日の京成杯オータムハンデキャップでは大外枠の発走から2コーナーで一気に先頭に立ち、直線でも後続の追走を振り切りながら逃げ粘ったものの、2番手に位置を取っていたトロワゼトワルにゴール直前でハナ差交わされ2着となった。10月24日の富士ステークスではシーズンズギフトとの激しい先行争いの末失速して10着。初の1400m戦となる11月15日のオーロカップは2番手に控える競馬となり、直線で抜け出したところを外からプールヴィルに差し切られ2着となった。年内9戦目となった12月19日のターコイズステークスでは前を行く2頭から離れた3番手に位置を取り、直線で先頭に立つと最後は追いこんできたアンドラステをハナ差で凌いで優勝。1月のフェアリーステークス以来の重賞勝利となった。
4歳初戦となったダービー卿チャレンジトロフィーは1番人気に支持されるが、600ｍを過ぎて徐々に仕掛け始めるも手応えが怪しく、直線ではズルズルと後退して14着に大敗。重賞連勝とはならなかった。続くヴィクトリアマイルでも2番手からの競馬をするが15着と2戦連続2桁着順に沈んだ。秋に入り、9月12日の京成杯オータムハンデキャップは10着、信越ステークスとターコイズステークスではともに15着と大敗を喫した。
5歳になり、高橋祥泰が定年のため調教師を引退、3月1日から水野貴広厩舎に転厩することとなった。3月12日の中山牝馬ステークスでは3番手追走も失速しブービーの15着に終わった。このレースを最後に現役を引退し、北海道新冠町のビッグレッドファームで繁殖牝馬となる。

## 競走成績
以下の内容は、JBISサーチおよびnetkeiba.comに基づく。
| 競走日     | 競馬場 | 競走名             | 格   | 距離（馬場）  | 頭 数 | 枠 番 | 馬 番 | オッズ （人気） | 着順 | タイム （上がり3F） | 着差 | 騎手      | 斤量 [kg] | 1着馬（2着馬）         | 馬体重 [kg] |
| ---------- | ------ | ------------------ | ---- | ------------- | ----- | ----- | ----- | --------------- | ---- | ------------------- | ---- | --------- | --------- | ---------------------- | ----------- |
| 2019.07.27 | 新潟   | 2歳新馬            |      | 芝1600m（良） | 18    | 3     | 5     | 005.60（2人）   | 01着 | R1:35.3（35.0）     | -0.0 | 0柴田大知 | 54        | （ゲームアルアル）     | 414         |
| 0000.11.17 | 東京   | 赤松賞             | 1勝  | 芝1600m（良） | 12    | 6     | 8     | 017.10（8人）   | 07着 | R1:34.8（34.1）     | -0.4 | 0柴田大知 | 54        | シャインガーネット     | 412         |
| 0000.12.14 | 中山   | ひいらぎ賞         | 1勝  | 芝1600m（良） | 10    | 2     | 2     | 025.00（6人）   | 01着 | R1:34.8（34.4）     | -0.0 | 0柴田大知 | 54        | （サクラトゥジュール） | 416         |
| 2020.01.13 | 中山   | フェアリーS        | GIII | 芝1600m（良） | 16    | 1     | 1     | 008.40（3人）   | 01着 | R1:34.0（35.0）     | -0.4 | 0柴田大知 | 54        | （チェーンオブラブ）   | 420         |
| 0000.03.07 | 阪神   | チューリップ賞     | GII  | 芝1600m（良） | 14    | 6     | 10    | 016.70（5人）   | 07着 | R1:33.8（34.2）     | -0.5 | 0丹内祐次 | 54        | マルターズディオサ     | 416         |
| 0000.04.12 | 阪神   | 桜花賞             | GI   | 芝1600m（重） | 18    | 2     | 3     | 035.50（9人）   | 03着 | R1:36.6（38.6）     | -0.5 | 0柴田大知 | 55        | デアリングタクト       | 416         |
| 0000.05.24 | 東京   | 優駿牝馬           | GI   | 芝2400m（良） | 18    | 4     | 8     | 036.30（9人）   | 16着 | R2:25.6（35.6）     | -1.4 | 0柴田大知 | 55        | デアリングタクト       | 420         |
| 0000.06.21 | 阪神   | 米子S              | L    | 芝1600m（良） | 18    | 7     | 15    | 005.10（2人）   | 01着 | R1:32.7（34.7）     | -0.2 | 0柴田大知 | 50        | （ラセット）           | 410         |
| 0000.09.13 | 中山   | 京成杯AH           | GIII | 芝1600m（良） | 16    | 8     | 16    | 005.40（3人）   | 02着 | R1:33.9（35.6）     | -0.0 | 0柴田大知 | 52        | トロワゼトワル         | 424         |
| 0000.10.24 | 東京   | 富士S              | GII  | 芝1600m（良） | 12    | 6     | 7     | 005.80（2人）   | 10着 | R1:34.6（37.2）     | -1.2 | 0柴田大知 | 52        | ヴァンドギャルド       | 424         |
| 0000.11.15 | 東京   | オーロC            | L    | 芝1400m（良） | 17    | 7     | 13    | 004.50（1人）   | 02着 | R1:21.5（34.6）     | -0.1 | 0柴田大知 | 53        | プールヴィル           | 426         |
| 0000.12.19 | 中山   | ターコイズS        | GIII | 芝1600m（良） | 16    | 4     | 8     | 004.80（1人）   | 01着 | R1:34.6（35.7）     | -0.0 | 0柴田大知 | 54        | （アンドラステ）       | 436         |
| 2021.04.03 | 中山   | ダービー卿CT       | GIII | 芝1600m（良） | 15    | 1     | 1     | 003.00（1人）   | 14着 | R1:34.2（36.8）     | -1.6 | 0柴田大知 | 55        | テルツェット           | 426         |
| 0000.05.16 | 東京   | ヴィクトリアマイル | GI   | 芝1600m（良） | 18    | 8     | 17    | 103.9（12人）   | 15着 | R1:32.6（34.9）     | -1.6 | 0柴田大知 | 55        | グランアレグリア       | 432         |
| 0000.09.12 | 中山   | 京成杯AH           | GIII | 芝1600m（良） | 16    | 8     | 16    | 021.5（10人）   | 10着 | R1:32.8（35.8）     | -0.8 | 0柴田大知 | 55        | カテドラル             | 438         |
| 0000.10.17 | 新潟   | 信越S              | L    | 芝1400m（重） | 18    | 2     | 3     | 006.00（1人）   | 15着 | R1:23.6（38.3）     | -1.8 | 0丹内祐次 | 55        | ドナウデルタ           | 436         |
| 0000.12.18 | 中山   | ターコイズS        | GIII | 芝1600m（稍） | 16    | 6     | 12    | 015.80（9人）   | 15着 | R1:34.2（37.4）     | -1.4 | 0柴田大知 | 56        | ミスニューヨーク       | 434         |
| 2022.03.12 | 中山   | 中山牝馬S          | GIII | 芝1800m（良） | 16    | 6     | 12    | 038.2（13人）   | 15着 | R1:48.2（36.3）     | -1.4 | 0柴田大知 | 56        | クリノプレミアム       | 438         |

## 繁殖成績
|      | 馬名               | 生年   | 性 | 毛色 | 父         | 馬主 | 厩舎 | 戦績 |
| ---- | ------------------ | ------ | -- | ---- | ---------- | ---- | ---- | ---- |
| 初仔 | スマイルカナの2024 | 2024年 | 牝 | 芦毛 | ベンバトル |      |      |      |

- 2024年9月26日現在

## 血統表
| スマイルカナの血統                        | スマイルカナの血統                    | スマイルカナの血統                 | （血統表の出典）                   | （血統表の出典） |
| 父系                                      | サンデーサイレンス系                  | サンデーサイレンス系               | サンデーサイレンス系               | [ § 2 ]          |
| 父 ディープインパクト 2002 鹿毛 日本      | 父の父*サンデーサイレンス 1986 青鹿毛 | Halo                               | Hail to Reason                     | Hail to Reason   |
| 父 ディープインパクト 2002 鹿毛 日本      | 父の父*サンデーサイレンス 1986 青鹿毛 | Halo                               | Cosmah                             |                  |
| 父 ディープインパクト 2002 鹿毛 日本      | 父の父*サンデーサイレンス 1986 青鹿毛 | Wishing Well                       | Understanding                      | Understanding    |
| 父 ディープインパクト 2002 鹿毛 日本      | 父の父*サンデーサイレンス 1986 青鹿毛 | Wishing Well                       | Mountain Flower                    |                  |
| 父 ディープインパクト 2002 鹿毛 日本      | 父の母*ウインドインハーヘア 1991 鹿毛 | Alzao                              | Lyphard                            | Lyphard          |
| 父 ディープインパクト 2002 鹿毛 日本      | 父の母*ウインドインハーヘア 1991 鹿毛 | Alzao                              | Lady Rebecca                       |                  |
| 父 ディープインパクト 2002 鹿毛 日本      | 父の母*ウインドインハーヘア 1991 鹿毛 | Burghclere                         | Busted                             | Busted           |
| 父 ディープインパクト 2002 鹿毛 日本      | 父の母*ウインドインハーヘア 1991 鹿毛 | Burghclere                         | Highclere                          |                  |
| 母 *エーシンクールディ 2006 芦毛 アメリカ | 母の父Distorted Humor 1993 栗毛       | *フォーティナイナー                | Mr. Prospector                     | Mr. Prospector   |
| 母 *エーシンクールディ 2006 芦毛 アメリカ | 母の父Distorted Humor 1993 栗毛       | *フォーティナイナー                | File                               |                  |
| 母 *エーシンクールディ 2006 芦毛 アメリカ | 母の父Distorted Humor 1993 栗毛       | Danzig's Beauty                    | Danzig                             | Danzig           |
| 母 *エーシンクールディ 2006 芦毛 アメリカ | 母の父Distorted Humor 1993 栗毛       | Danzig's Beauty                    | Sweetest Chant                     |                  |
| 母 *エーシンクールディ 2006 芦毛 アメリカ | 母の母*キャタリナ 1994 芦毛           | Storm Cat                          | Storm Bird                         | Storm Bird       |
| 母 *エーシンクールディ 2006 芦毛 アメリカ | 母の母*キャタリナ 1994 芦毛           | Storm Cat                          | Terlingua                          |                  |
| 母 *エーシンクールディ 2006 芦毛 アメリカ | 母の母*キャタリナ 1994 芦毛           | Carolina Saga                      | Caro                               | Caro             |
| 母 *エーシンクールディ 2006 芦毛 アメリカ | 母の母*キャタリナ 1994 芦毛           | Carolina Saga                      | Key to the Saga                    |                  |
| 母系(F-No.)                               | エーシンクールディ(USA)系(FN:16-g)    | エーシンクールディ(USA)系(FN:16-g) | エーシンクールディ(USA)系(FN:16-g) | [ § 3 ]          |
| 5代内の近親交配                           | Northern Dancer 5 x 5 ･ 5 = 6.25%     | Northern Dancer 5 x 5 ･ 5 = 6.25%  | Northern Dancer 5 x 5 ･ 5 = 6.25%  | [ § 4 ]          |
| 出典                                      | 1. 2. 3. 4.                           | 1. 2. 3. 4.                        | 1. 2. 3. 4.                        | 1. 2. 3. 4.      |

- 母エーシンクールディは笠松グランプリ連覇など地方重賞8勝。
  - その半弟に、香港カップ・イスパーン賞優勝、種牡馬のエイシンヒカリ（父:ディープインパクト）[33]。
  - その半弟に、早池峰スーパースプリント優勝、種牡馬のエーシンシャラク（父:タイキシャトル）[34]。